# Henry Richardson
Henry Barber Richardson (Boston, 19 mei 1889 - New York, 19 november 1963) was een Amerikaans boogschutter en psychiater.
Richardson was als 15-jarige de jongste deelnemer aan de Olympische Spelen in St. Louis (1904). Hij deed samen met Wallace Bryant, Phil Bryant en Cyrus Dallin namens de Bostons Archers mee aan het onderdeel boogschieten en won met het team een bronzen medaille.
Vier jaar later, op de Olympische Spelen in Londen (1908), won hij in de dubbele York ronde opnieuw een bronzen medaille. Hij was daarmee de eerste boogschutter die op twee verschillende edities van de Spelen een medaille won.
Richardson studeerde in 1910 af aan Harvard-universiteit en in 1914 aan de Harvard Medical School. Hij was als staflid van de sectie interne geneeskunde verbonden aan de Cornell University Medical School. In 1945 ging hij naar de Columbia-universiteit voor een studie psychiatrie. Hij was daarna als psychiater verbonden aan Columbia College en het Medical College van de New York University.